# Khaya ivorensis
Khaya ivorensis A.Chev., 1830, chiamato commercialmente mogano africano, è un albero della famiglia delle Meliaceae diffuso nell'Africa tropicale.

## Conservazione
La Lista rossa IUCN classifica Khaya ivorensis come specie vulnerabile.

## Usi
Il legname di K. ivorensis  ben si adatta ad essere adoperato al posto del mogano (Swietenia) vero e proprio. Le due essenze sono simili nella tessitura e nel colore. Viene utilizzato per la produzione di mobili ed impiallacciature ed ha una buona resa in tornitura. Assieme a Khaya anthotheca viene usato per la costruzione di strumenti musicali.